# Estación de La Unión (Metro de Málaga)
La Unión es una estación de la línea 1 del Metro de Málaga. Se sitúa al final de la Calle La Unión, en la confluencia entre ésta y la Calle Santa Marta; en el distrito Cruz de Humilladero de Málaga capital, España. 

## Historia
Las obras de la estación comenzaron en 2006 y presentaron diversas dificultades debido al hallazgo de distintos restos arqueológicos. 

### Apertura
Forma parte de los primeros tramos de la red en ser inaugurados el 30 de julio de 2014.

## Situación
La estación de La Unión está situada al final de calle La Unión, en la confluencia de ésta y la calle Santa Marta, en la barriada de La Unión y próxima a la plaza de Cruz de Humilladero (punto central y el que da nombre a todo el distrito). De hecho, la megafonía de los trenes anuncia la estación con el sobrenombre de La Unión-Cruz del Humilladero. La boca de acceso a la estación se encuentra en calle Santa Marta. 
El principal objetivo de la estación es la de dar servicio a los barrios densamente poblados de La Unión y de Cruz del Humilladero. 

## Características
La principal característica de este tramo de metro a través de la Calle La Unión es que las vías corren una encima de otra y no paralelamente, debido a la estrechez de esta vía, por lo que la estación se compone de dos niveles, el primero donde se encuentran las máquinas expendedoras y una vía y el otro otra vía. La construcción de este tramo dio lugar al descubrimiento de dos complejos alfareros de los siglos II a C y I d. C.´ y de una necrópolis romana.

## Accesos

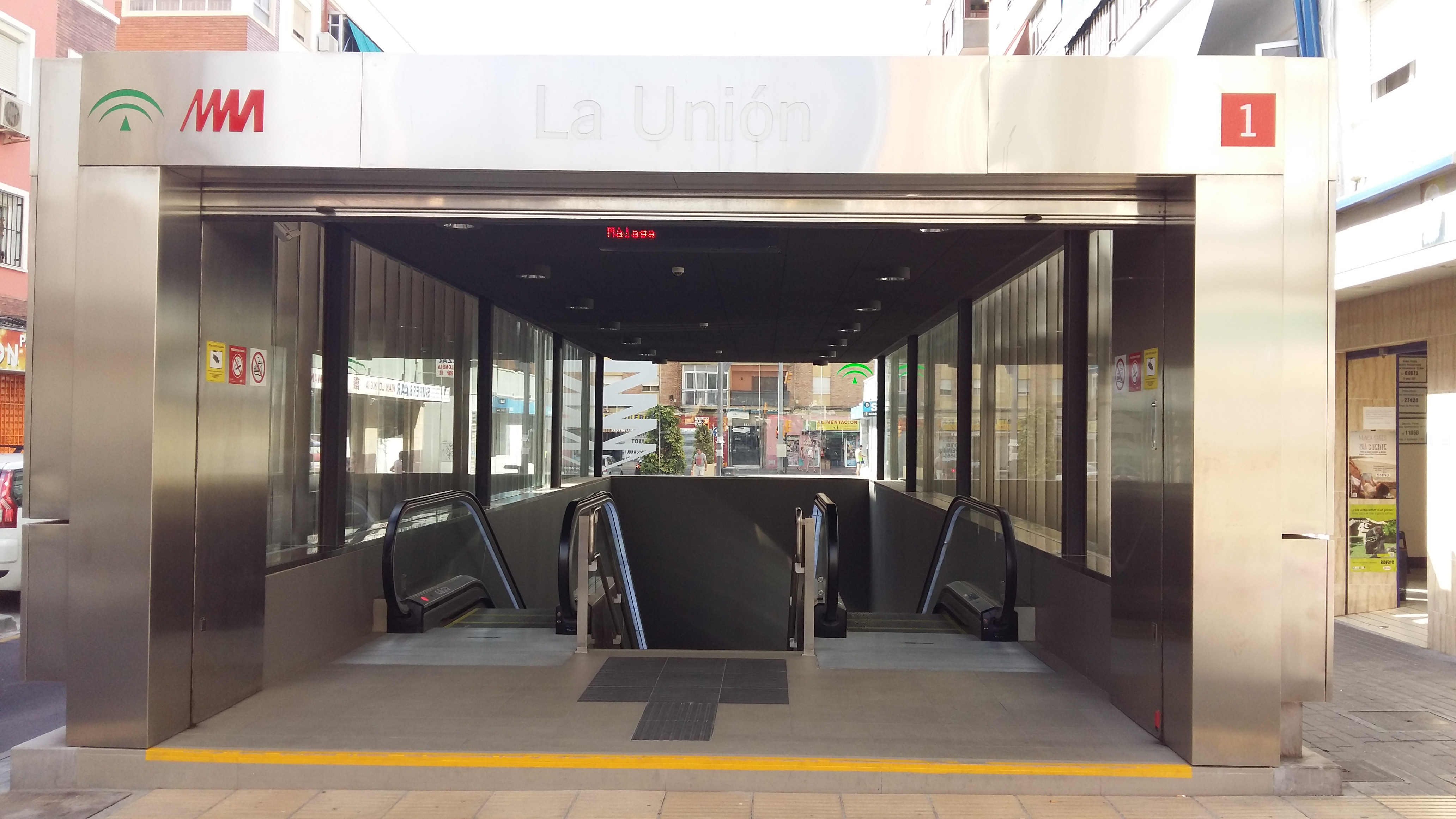
Boca de acceso de la estación.

- Boca de acceso de la estación.  Ascensor: Calle Santa Marta, 8
- Calle Santa Marta, 8

## Líneas y conexiones

### Metro
| << cabecera | < estación | LÍNEA | LÍNEA | LÍNEA | estación > | cabecera >>    |
| Atarazanas  | El Perchel |       |       |       | Barbarela  | Andalucía Tech |